# Jules Rolland (gymnastique)
Pour les articles homonymes, voir Jules Rolland et Rolland.
Jules Louis Rolland, né le 24 mars 1877 à Valentigney et mort le 14 janvier 1929 à Hautmont, est un gymnaste artistique français.
Il est sacré champion de France du concours général de gymnastique artistique en 1907 et en 1908.
Il participe aux épreuves de gymnastique aux Jeux olympiques d'été de 1900 à Paris, terminant 4e du concours général individuel, et aux Jeux olympiques d'été de 1908, avec une 10e place au concours général.
Aux Championnats du monde de gymnastique artistique 1907, il est médaillé d'argent du concours général individuel, du concours général par équipes et du cheval d'arçons et médaillé de bronze en barre fixe.